# Francisco Samper Madrid
Francisco Samper Madrid (20 de septiembre de 1889-21 de mayo de 1942) fue un político, empresario y diplomático colombiano, miembro del Partido Liberal Colombiano.
Samper fue canciller del gobierno de Miguel Abadía Méndez, desde el 12 de abril de 1930 hasta el fin de la hegemonía conservadora, el 7 de agosto de ese mismo año, siendo reemplazado por el periodista Eduardo Santos Montejo. Fue ministro en el gobierno de Eduardo Santos.

## Familia

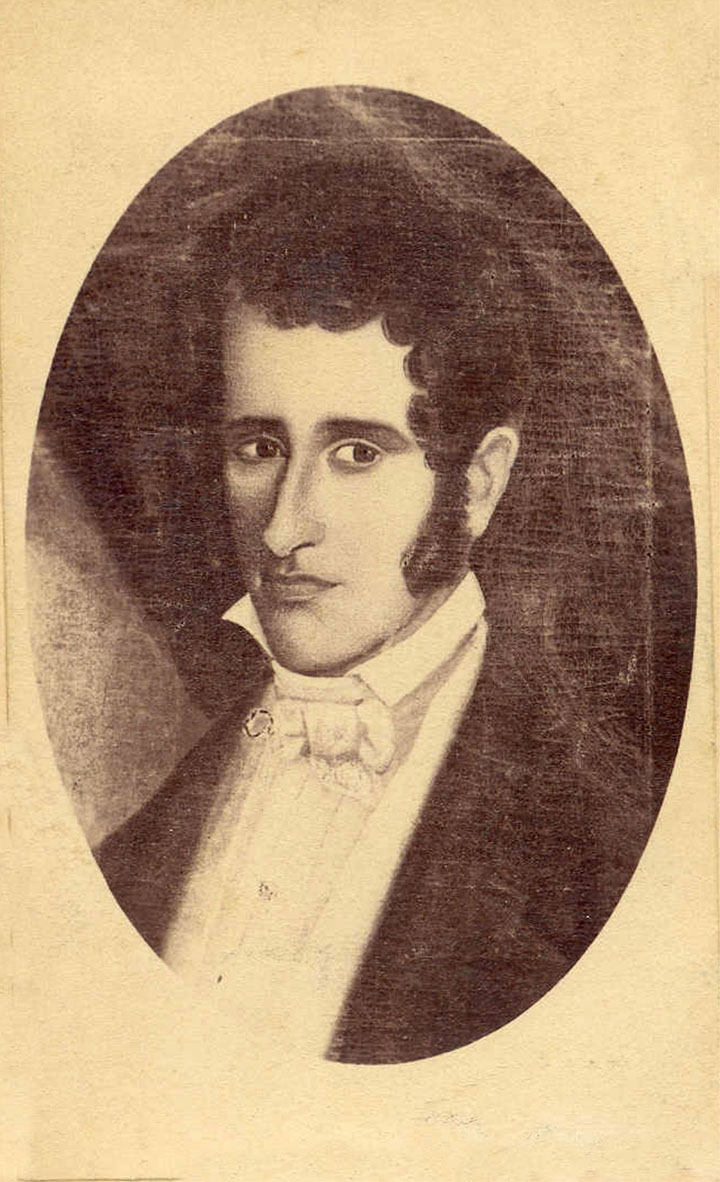
Su bisabuelo, José Fernández Madrid.

Samper era hijo del empresario Santiago Samper Brush y de su esposa Gabriela Fernández de la Madrid y Martínez, siendo sus hermanos Fernando, Pedro y María Francisca Samper Madrid.
Su padre era hermano de otros famosos empresarios, cofundadores de varias empresas colombianas de renombre como el Grupo Energía Bogotá. Los hermanos (destacando Joaquín) eran hijos del político Miguel Samper Agudelo. Miguel era hermano del escritor y político José María Samper Agudelo, quien estaba casado con la escritora y poetisa Soledad Acosta de Samper. También era cuñado del excanciller y exrector de la Universidad Nacional de Colombia, Manuel Ancízar, pues este estaba casado con su hermana Agripina Samper Agudelo
En cuanto a su madre, se puede afirmar que ella era hija del político Pedro Fernández Madrid, quien a su vez era hijo del prócer de la independencia de Colombia, José Fernández Madrid, quien ocupó brevemente la presidencia de la joven república.